# 9531 Jean-Luc
9531 Jean-Luc este o planetă minoră (asteroid), cu un diametru de 4,176 km, din centura de asteroizi. A fost descoperită pe 30 august 1981 la Stația Anderson Mesa de Edward L. G. Bowell și a fost numită după Jean-Luc Margot⁠(d). 
Obiectul prezintă o orbită caracterizată de o semiaxă mare de 2,2347239 UAi, o excentricitate de 0,19, o înclinație de 5,81134 ° în raport cu ecliptica.